# Stenohya hamata
Stenohya hamata är en spindeldjursart som först beskrevs av Philippe Leclerc och Volker Mahnert 1988.  Stenohya hamata ingår i släktet Stenohya och familjen helplåtklokrypare. Inga underarter finns listade i Catalogue of Life.